# Stereokemi

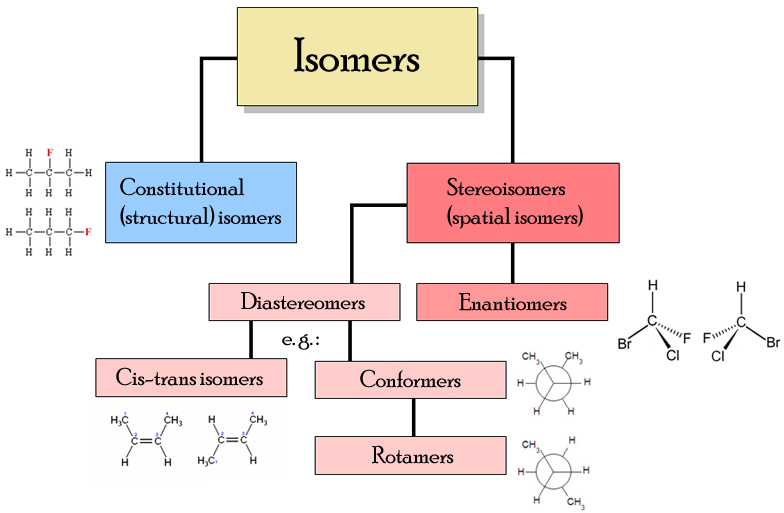
Olika typer av isomerer. Stereokemi fokuserar på stereoisomerer

Stereokemi är en underdisciplin till kemi och innefattar studien av det relativa arrangemanget av atomer i molekyler. En viktig del av stereokemin är studerandet av kirala molekyler.
Stereokemi är en mycket viktig aspekt av kemin och studerandet av stereokemiska problem sträcker sig från organisk till oorganisk, biologisk, fysikalisk och supramolekylär kemi. Stereokemi inkluderar metoder för att bestämma och beskriva dessa förhållanden; effekten av de fysiska eller biologiska egenskaper dessa förhållanden skänker molekylen i fråga, och sätten dessa förhållanden påverkar reaktiviteten hos molekylerna i fråga (dynamisk stereokemi).
Louis Pasteur kan ses som den förste stereokemisten, efter att år 1849 observerat att salter av vinsyra hämtat från vinproduktionsbehållare kunde rotera planpolariserat ljus, medan salter från andra ställen inte gjorde det. Denna egenskap, den enda fysikaliska egenskap som skilde de två tartratsalterna åt, är på grund av kiralitet. År 1874 förklarade Jacobus Henricus van 't Hoff och Joseph Le Bel optisk aktivitet gällande det tetraedriska arrangemanget av atomerna bundna till kol.
Cahn–Ingold–Prelog-konventionen är en del av ett system för att beskriva en molekyls stereokemi. Man rangordnar atomerna runt ett stereocenter på ett standardiserat sätt, vilket tillåter den relativa positionen av dessa atomer i molekylen att beskrivas otvetydigt. En Fischer-projektion är ett förenklat sätt att skildra stereokemin runt ett stereocenter.

## Demonstrationer
En av de mest ökända demonstrationerna av stereokemi var talidomidkatastrofen. Talidomid är ett läkemedel som först framställdes år 1957 i Tyskland, föreskriven att bota morgonillamående (eller graviditetsillamående) hos gravida kvinnor. Läkemedlet upptäcktes emellertid att orsaka missbildningar hos spädbarn. Man upptäckte att en optisk isomer av läkemedlet var säker medan den andra hade teratogena effekter, och orsakade allvarliga genetiska skador på tidig embryotisk tillväxt och utveckling. I människokroppen undergår talidomid racemisation: även om bara en av de två stereoisomererna förtärs, produceras den andra. Talidomid används just nu som behandling för lepra och måste användas tillsammans med preventivmedel i kvinnor för att förhindra graviditetsrelaterade missbildningar. Denna katastrof var en drivande kraft bakom kravet att strikt testning av läkemedel utförs innan de tillgängliggörs för allmänheten.